# Chansons pour les mois d’hiver
| Оценки критиков | Оценки критиков |
| Источник        | Оценка          |
| --------------- | --------------- |
| Allmusic        | [ 1 ]           |

Chansons pour les mois d’hiver — восьмой студийный альбом франкоканадской певицы Изабель Буле, выпущенный компанией Audiogram в ноябре 2009.

## Список композиций
| №                   | Название                                           | Длительность |
| ------------------- | -------------------------------------------------- | ------------ |
| 1.                  | «Feignez de dormir» (Жан-Пьер Ферлан)              | 2:36         |
| 2.                  | «Chanson pour les mois d'hiver» (Стив Марен)       | 4:14         |
| 3.                  | «L'amitié» (Жерар Буржуа / Жан-Макс Ривьер)        | 2:37         |
| 4.                  | «Hors-saison» (Франсис Кабрель)                    | 3:56         |
| 5.                  | «Le patineur» (Жюльен Клер / Этьен Рода-Жиль)      | 3:04         |
| 6.                  | «La ballade du chien-loup» (Леонард Коэн)          | 6:34         |
| 7.                  | «Je reviens chez nous» (Жан-Пьер Ферлан)           | 3:37         |
| 8.                  | «Déranger les pierres» (Карла Бруни / Жюльен Клер) | 3:16         |
| 9.                  | «Tennessee Waltz» (Пи Ви Кинг / Редд Стюарт)       | 2:47         |
| 10.                 | «Shefferville, le dernier train» (Мишель Ривар)    | 5:41         |
| 11.                 | «Marie-Noël» (Робер Шарлебуа / Клод Готье)         | 3:07         |
| Общая длительность: | Общая длительность:                                | 41:20        |

## Альбом
Альбом состоит из песен в стиле фолк-кантри, из которых только заглавная, написанная Стивом Мареном, является оригинальной. Остальные треки — в основном, кавер-версии французских и канадских шлягеров, в том числе песен Франсуаз Арди L’Amitié, Франсиса Кабреля Hors-saison, Жюльена Клера Le Patineur и Жан-Пьера Ферлана Je reviens chez vous. Кроме этого, в составе альбома французская адаптация песни Леонарда Коэна Ballad of the Absent Mare (La ballade du chien-loup), и кантри-стандарт Tennessee Waltz (на английском).
Обозреватель Allmusic указывает, что название альбома («Песни для зимних месяцев») способно ввести в заблуждение, поскольку он не является ни рождественским, ни вообще праздничным (в нём есть песни на зимнюю тему, но единственная, имеющая отношение к Рождеству — Marie-Noël Робера Шарлебуа), и по своему формату представляется не самым коммерчески ориентированным из тех, что были выпущены певицей. Сама она определила содержание диска, скорее как «утешительное» (de réconfort). Тем не менее, в Канаде он добрался до шестого места в национальном топ-листе, и стал 18 января 2010 золотым с 50 000 проданных копий. В 2010 году номинировался на премию Феликс как альбом года в категории лучших продаж, а заглавный трек Chanson pour les mois d’hiver — в категории самой популярной песни.
Во Франции альбом вышел 14 декабря 2009 и был наименее коммерчески успешным из всех, выпущенных Изабель Буле до 2014 года, продержавшись в Top Albums France неделю на 173 месте.

## Чарты
| Чарт (2009)           | Место |
| --------------------- | ----- |
| Canadian Albums Chart | 6     |
| Top Albums France     | 173   |